# البنك الوطني الصربي

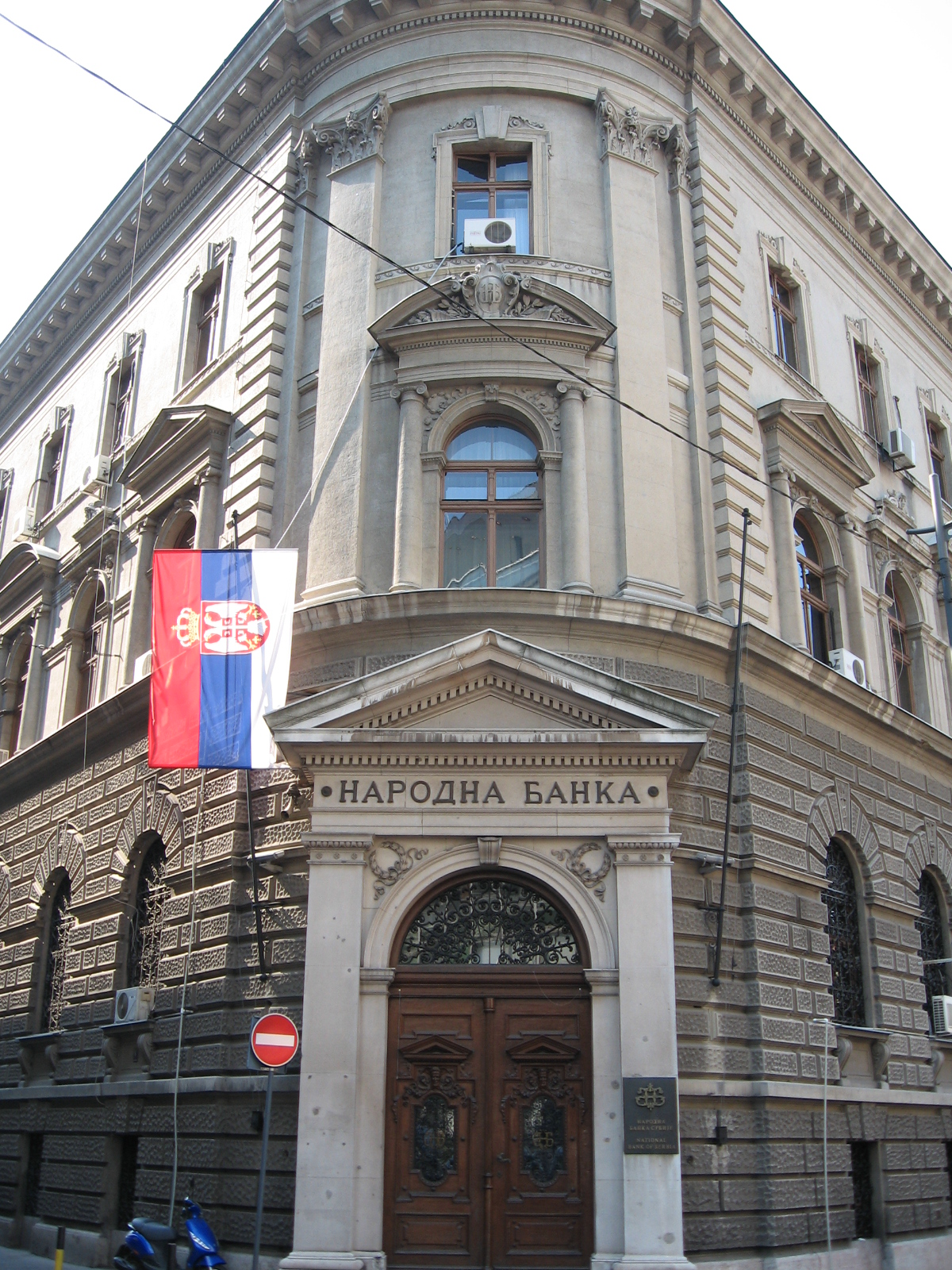
المقر القديم لبنك صربيا الوطني

البنك الوطني الصربي هو البنك المركزي لدولة صربيا، تأسس في عام 1884، مسؤوليات البنك هي: السياسة النقدية، وهو المصدر الوحيد للأوراق النقدية والعملات الصربية، وحماية استقرار الأسعار وتعزيز استقرار النظام المالي داخل صربيا. هيئات البنك هي المجلس التنفيذي والمحافظ ومجلس المحافظ. المحافظ الحالي للبنك هو يورغوفانكا تاباكوفيتش. 

## المهام
البنك الوطني لصربيا مستقل في تنفيذ مهامه المنصوص عليها في قانون مصلحة الدولة للإحصاء وغيرها من القوانين، وهو مسؤول عن عمله أمام الجمعية الوطنية لجمهورية صربيا. الهدف الأساسي منه هو تحقيق والحفاظ على استقرار الأسعار والحفاظ على استقرار النظام المالي وتعزيزه.
ومن مهانه:
- يحدد وينفذ سياسات النقد والعملات الأجنبية
- يدير احتياطيات النقد الأجنبي
- يحدد وينفذ - ضمن نطاق سلطته - الأنشطة والتدابير اللازمة إلى الحفاظ على استقرار النظام المالي وتعزيزه
- تصدر الأوراق النقدية والعملات المعدنية وتدير تداول النقد
- ينظم ويتحكم ويشجع الأداء السلس لمعاملات الدفع المحلية وعبر الحدود وفقًا للقانون
- إصدار وإلغاء تراخيص التشغيل والقيام بالإشراف على العمليات المصرفية وتنفيذ الأنشطة الأخرى وفقًا للقانون الذي يحكم البنوك.[2]

## وصلات خارجية
- الموقع الرسمي